# James Handy
James Handy (...) è un attore statunitense noto principalmente per i suoi ruoli nelle serie Alias e Profiler - Intuizioni mortali.

## Carriera
È noto per i suoi numerosi ruoli da guest star in programmi televisivi e per il suo lavoro in alcuni film molto popolari. Tra i suoi crediti cinematografici figurano 15 minuti - Follia omicida a New York, Jumanji, Cara, insopportabile Tess, Le avventure di Rocketeer, Aracnofobia, Bird, Affittasi ladra, Brighton Beach Memoirs, Il verdetto e Un poliziotto a 4 zampe. I film per la televisione in cui è apparso includono A Family Torn Apart, Ossessione d'amore, Guilty Until Proven Innocent e Delitto al Central Park.
In televisione è apparso in Febbre d'amore, Criminal Minds, Cold Case - Delitti irrisolti, West Wing - Tutti gli uomini del Presidente, UC: Undercover, Squadra emergenza, E.R. - Medici in prima linea, Law & Order - I due volti della giustizia, La signora in giallo, Jarod il camaleonte, In viaggio nel tempo e Castle. Ha avuto un ruolo ricorrente nella serie NYPD - New York Police Department nei panni del Capitano Haverhill.

## Filmografia parziale

### Cinema
- Taps - Squilli di rivolta (Taps), regia di Harold Becker (1981)
- Il verdetto (The Verdict), regia di Sidney Lumet (1982)
- Affittasi ladra (Burglar), regia di Hugh Wilson (1987)
- Bird, regia di Clint Eastwood (1988)
- Un poliziotto a 4 zampe (K-9), regia di Rod Daniel (1989)
- Aracnofobia (Arachnophobia), regia di Frank Marshall (1990)
- Le avventure di Rocketeer (The Rocketeer), regia di Joe Johnston (1991)
- Nome in codice: Nina (Point of No Return), regia di John Badham (1993)
- Cara, insopportabile Tess (Guarding Tess), regia di Hugh Wilson (1994)
- Jumanji, regia di Joe Johnston (1995)
- Istinti criminali (Gang Related), regia di Jim Kouf (1997)
- Deterrence - Minaccia nucleare (Deterrence), regia di Rod Lurie (1999)
- Black & White, regia di James Toback (1999)
- Un poliziotto a 4 zampe 2 (K-911), regia di Christian T. Karganis (1999)
- Unbreakable - Il predestinato (Unbreakable), regia di M. Night Shyamalan (2000)
- 15 minuti - Follia omicida a New York (15 Minutes), regia di John Herzfeld (2001)
- Ash Wednesday, regia di Edward Burns (2002)
- Lifted, regia di Lexi Alexander (2010)
- Logan: The Wolverine (Logan), regia di James Mangold (2017)
- Suburbicon, regia di George Clooney (2017)
- Top Gun: Maverick, regia di Joseph Kosinski (2022)

### Televisione
- Voci nella notte (Midnight Caller) – serie TV, un episodio (1989)
- In viaggio nel tempo (Quantum Leap) – serie TV, un episodio (1992)
- Melrose Place – serie TV, 6 episodi (1992-1996)
- NYPD - New York Police Department (NYPD Blue) – serie TV, 7 episodi (1993-1995)
- X-Files (The X-Files) – serie TV, un episodio (1995)
- Beverly Hills 90210 – serie TV, 2 episodi (1995)
- Profiler - Intuizioni mortali (Profiler) – serie TV, 7 episodi (1997-1998)
- Time Served, regia di Glen Pitre – film TV (1999)
- West Wing - Tutti gli uomini del Presidente (The West Wing) – serie TV, 2 episodi (2000-2002)
- Alias – serie TV, 8 episodi (2002-2006)
- Criminal Minds – serie TV, un episodio (2009)
- Castle – serie TV, un episodio (2010)
- Rizzoli & Isles – serie TV, un episodio (2013)
- NCIS: Los Angeles – serie TV, un episodio (2018)

## Doppiatori italiani
Nelle versioni in italiano delle opere in cui ha recitato, James Handy è stato doppiato da:
- Elio Zamuto in X-Files, The Practice - Professione avvocati
- Sergio Di Giulio ne Il verdetto, Una donna alla Casa Bianca
- Bruno Alessandro in 15 minuti - Follia omicida a New York, NCIS: Los Angeles
- Renato Mori in Criminal Minds
- Goffredo Matassi in Cold Case - Delitti irrisolti
- Mauro Bosco in Alias
- Carlo Sabatini in Delitto al Central Park
- Carlo Valli in Suburbicon
- Giorgio Locuratolo in 9-1-1
- Stefano De Sando in Jarod il camaleonte
- Sergio Fiorentini in Bird
- Sergio Matteucci in Jumanji
- Sergio Di Stefano in Aracnofobia
- Gianni Giuliano in Logan: The Wolverine
- Emilio Cappuccio in West Wing - Tutti gli uomini del Presidente
- Oliviero Dinelli in NYPD - New York Police Department
- Luciano De Ambrosis in CSI: NY
- Franco Zucca in La signora in giallo
- Ambrogio Colombo in Law & Order - I due volti della giustizia
- Massimo Milazzo in Castle
- Domenico Crescentini in The Closer
- Vittorio Stagni in Rizzoli & Isles
- Michele Kalamera in Senza traccia
- Rodolfo Traversa in Un poliziotto a 4 zampe
- Adolfo Fenoglio in Un poliziotto a 4 zampe 2